# Universitas 21

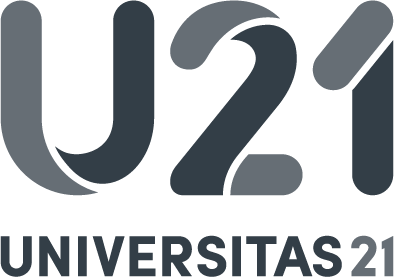
Logo

Die Universitas 21 ist ein internationales Hochschulnetzwerk.

## Geschichte und Ziele
Universitas 21 wurde im Jahre 1997 gegründet und hat 20 Mitglieder in 11 Ländern.
Ihr Ziel ist es, eine gemeinsame Plattform für globale, strategische Themen zu bilden. Sie umfasst außerdem den traditionellen Schüleraustausch, eine engere Zusammenarbeit, wie zum Beispiel gemeinsame Lehrmaterialien und gemeinsame unternehmerische Tätigkeiten.
2001 rief Universitas 21 dazu zusammen mit dem Unternehmen Thomson Learning eine in Singapur ansässige „Online-Universität“ namens U21 Global ins Leben, die MBA-Studiengänge anbietet.

## Mitglieder

### Europa
- University College Dublin (Dublin, Irland)
- Universität Lund (Lund, Schweden)
- Universität Birmingham (Birmingham, Vereinigtes Königreich)
- Universität Edinburgh (Edinburgh, Vereinigtes Königreich)
- Universität Glasgow (Glasgow, Vereinigtes Königreich)
- Universität Nottingham (Nottingham, Vereinigtes Königreich)

### Nordamerika
- McGill-Universität (Montreal, Kanada)
- Universität British Columbia (Vancouver, Kanada)
- Technisches Institut Monterrey (Monterrey, Mexiko)
- Universität Virginia (Charlottesville, Vereinigte Staaten)

### Asien
- Waseda-Universität (Tokio, Japan)
- Fudan-Universität (Shanghai, China)
- Jiaotong-Universität Shanghai (Shanghai, China)
- Universität Hongkong (Hongkong, China)
- Korea-Universität (Seoul, Südkorea)
- Nationaluniversität Singapur (Singapur)

### Australien und Ozeanien
- Universität Queensland (Brisbane, Australien)
- Universität Melbourne (Melbourne, Australien)
- Universität New South Wales (Sydney, Australien)
- Universität Auckland (Auckland, Neuseeland)